# Escarcha de profundidad

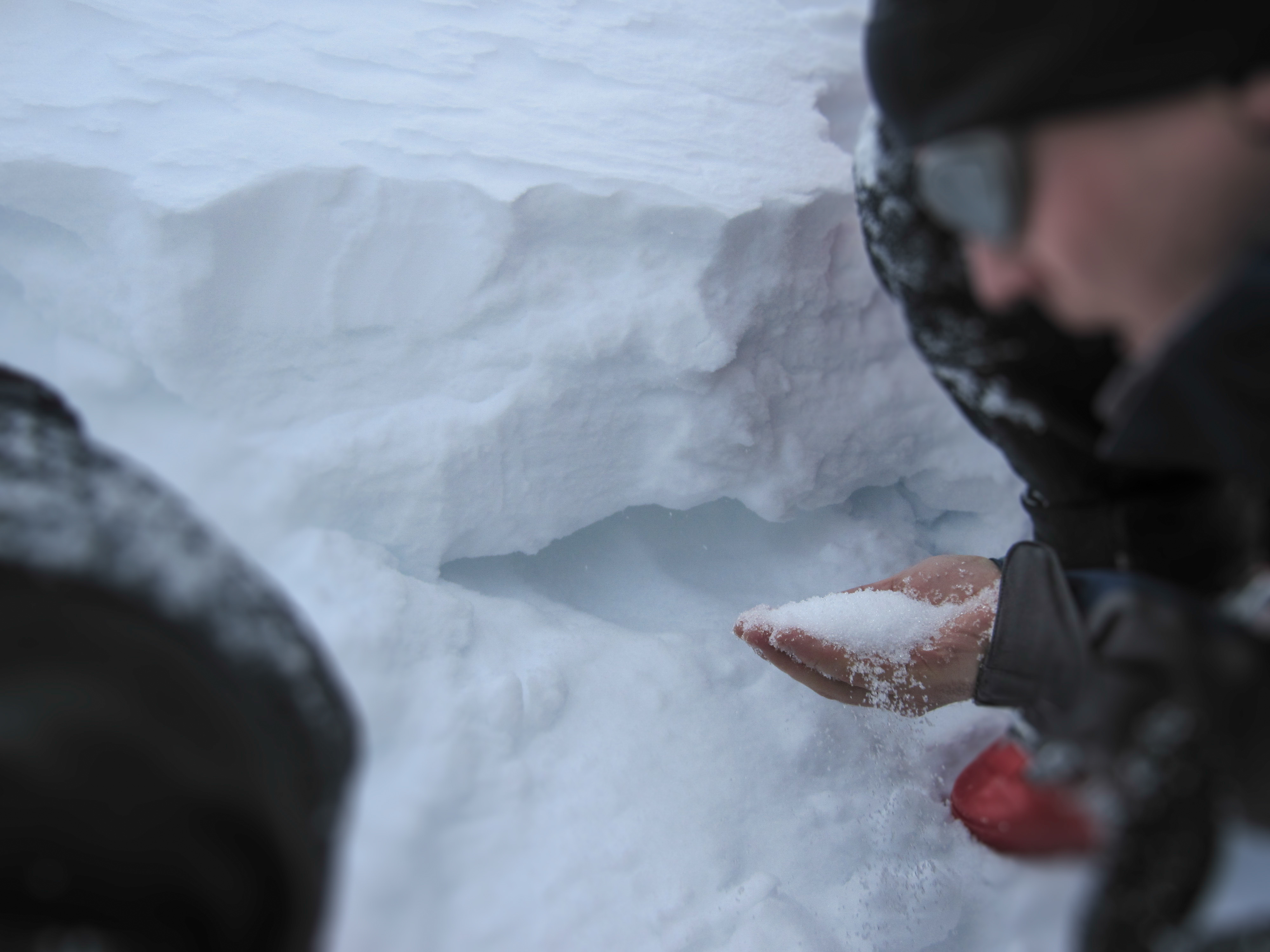
"Nieve de azúcar" como capa en un manto de nieve

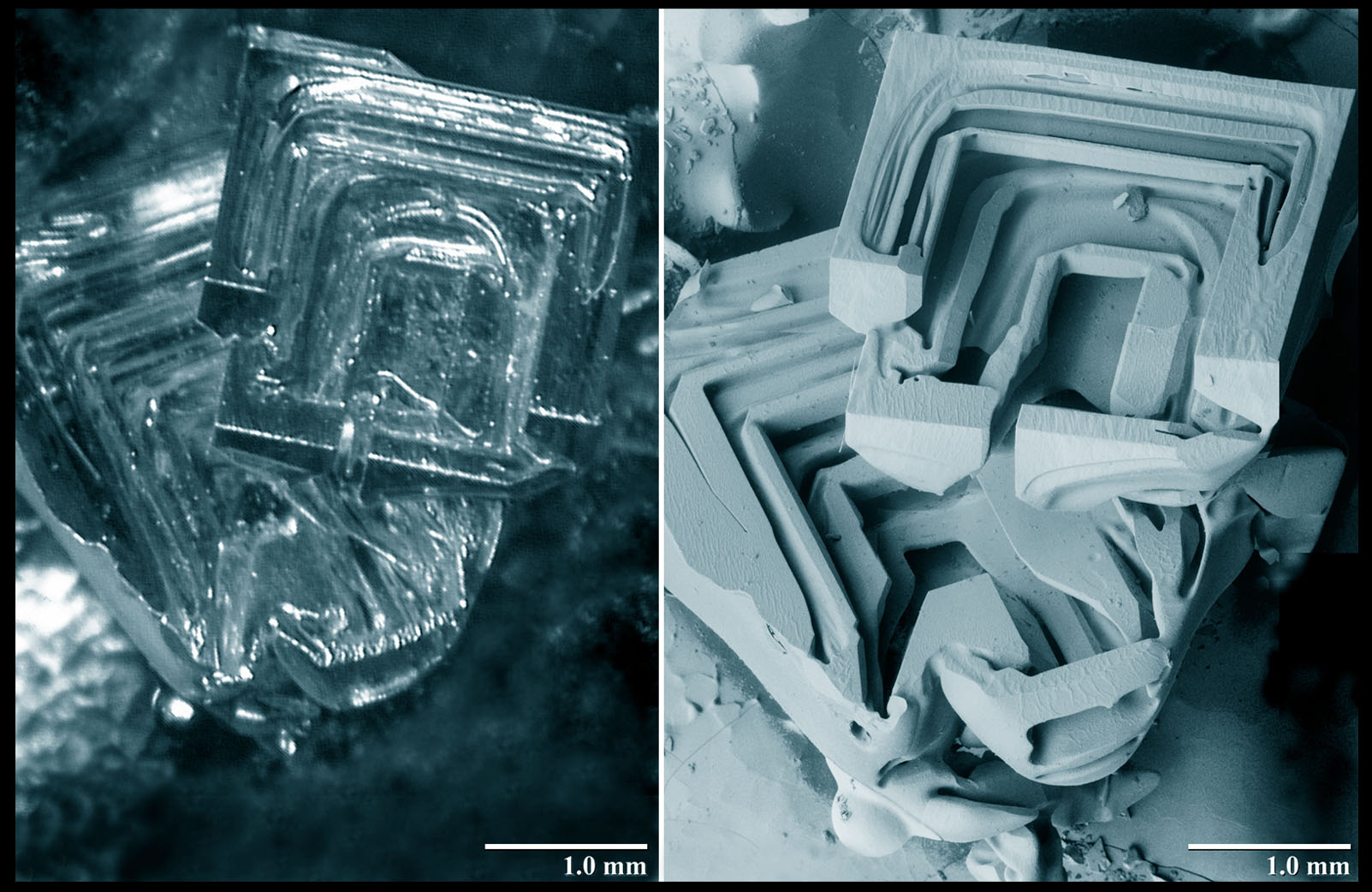
Cristales de escarcha de profundidad, fotografiados con luz y con un microscopio electrónico de barrido

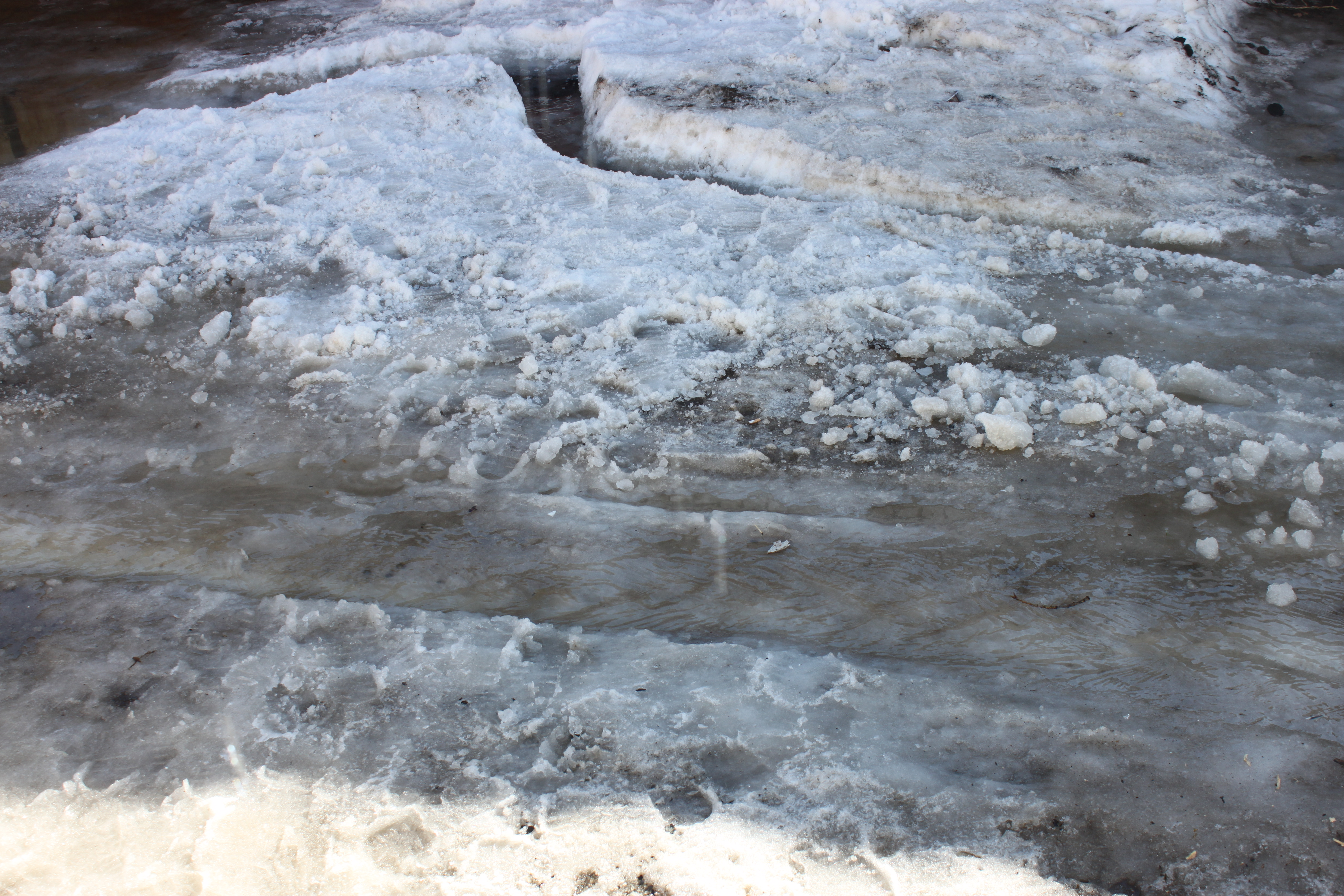
Nieve de azúcar - panoramio

La escarcha de profundidad, también llamada nieve de azúcar o nieve con gradiente de temperatura (o nieve TG),son grandes cristales de nieve que aparecen en la base de un manto de nieve y que se forman cuando el vapor de agua ascendente se deposita, o elimina la sublimación, sobre los cristales de nieve existentes. Los cristales de escarcha profunda son granos grandes y brillantes con facetas que pueden tener forma de copa y un diámetro de hasta 10 mm. Los cristales de escarcha se adhieren mal entre sí, lo que aumenta el riesgo de avalanchas.
La formación de escarcha profunda en el firn ártico o antártico puede provocar cambios isotópicos en el hielo acumulado. Esto puede influir en el análisis de los testigos de hielo en la investigación científica.

## Para leer más
- Escarcha de profundidad, avalanchas y placas húmedas: un estudio de caso del histórico ciclo de avalanchas de placas húmedas de marzo de 2012 en Bridger Bowl, Montana montana.edu.
- La tasa de formación de escarcha de profundidad JC Giddings E. LaChapelle, publicado por primera vez en junio de 1962.